# Đạo, Vĩnh Châu
Đạo huyện (chữ Hán giản thể: 道县) là một huyện thuộc địa cấp thị Vĩnh Châu tỉnh Hồ Nam Cộng hòa Nhân dân Trung Hoa. Huyện Đạo còn có tên là châu Đạo, nằm ở phía nam của Hồ Nam, giáp Lưỡng Quảng. Huyện này cách Sâm Châu về phía đông 170 km, nằm nơi giao nhau của tuyến quốc lộ đường cao tốc Kinh Châu và tuyến Kinh Quảng; cách Quế Lâm 180 km về phía tây. Huyện Đạo nằm ở thượng lưu sông Tương. Huyện này có dân số năm 1999 là 655.190 người. Mã số bưu chính là 425300.
Khi hậu ôn đới ẩm ướt, nhiệt độ trung bình năm 18,6 độ C, giáng thủy hàng năm 1503 mm. Một năm có 1599,6 giờ nắng, 309 ngày không có sương.